# Gabčíkovo
Gabčíkovo (do 1948 Beš, węg. Bős, niem. Bösch) – miasto i gmina w południowej Słowacji, w powiecie Dunajská Streda, w kraju trnawskim. Położone jest w południowej części Žitnego ostrova. Liczy ponad 5 tysięcy mieszkańców.

## Historia
Gabčíkovo jest jedną z najstarszych miejscowości dawnych Wielkich Węgier – wspomina o nim dokument z 1102 pod nazwą Beys. Od 1468 miało prawo do organizowania cotygodniowych jarmarków. W XVI wieku osiedlono w miejscowości niemieckich kolonistów – prawdopodobnie pod wpływem jakiejś epidemii dotychczasowa populacja została mocno przetrzebiona. W wyniku tej kolonizacji przez jakiś okres różne części gminy nosiły różne nazwy – był Magyarbős (Węgierski Bős) oraz Németbős (Niemiecki Bős). Z biegiem czasu obie społeczności zżyły się ze sobą, ale niemieckie ślady na długo pozostały w nazewnictwie (niektóre w określeniach potocznych do dzisiaj). Od XIII wieku aż do zniesienia poddaństwa w 1848 ówczesny Bős był w rękach rodu Amade.
W XIX wieku miejscowość przeżywała rozwój gospodarczy – funkcjonował tutaj browar i cukrownia. W okresie Wiosny Ludów doszło do niewielkiej bitwy pomiędzy żołnierzami habsburskimi a honvedami węgierskimi. Z kolei w 1861 i 1867 gminę spustoszył pożar.
W 1910 na 2823 mieszkańców było 2805 Węgrów. Mimo to po I wojnie światowej miasto przekazano Czechosłowacji. Na krótko powróciło do Węgier w latach 1938-1945, po czym ponownie znalazło się w Czechosłowacji. W 1948 zmieniono historyczną nazwę na obecną, dla uczczenia Jozefa Gabčíka, jednego z zamachowców, którzy zabili Reinharda Heydricha.
W 1997 odbyło się referendum, które miało zadecydować czy miejscowość ponownie będzie miała prawa miejskie. Wyniki jednak nie były wiążące, ponieważ zbyt mała liczba uprawnionych wzięła w nim udział. W 2001 miejscowość zajmowała 5239 hektarów, a w 1399 domach mieszkały 5084 osoby (4598 Węgrów, 417 Słowaków, 31 Czechów, 4 Morawian, 4 Romów, 1 Ukrainiec, 2 Rusinów, 1 Niemiec i 4 Polaków).
1 stycznia 2016 roku Gabčíkovo ponownie otrzymało status miasta.

## Atrakcje turystyczne

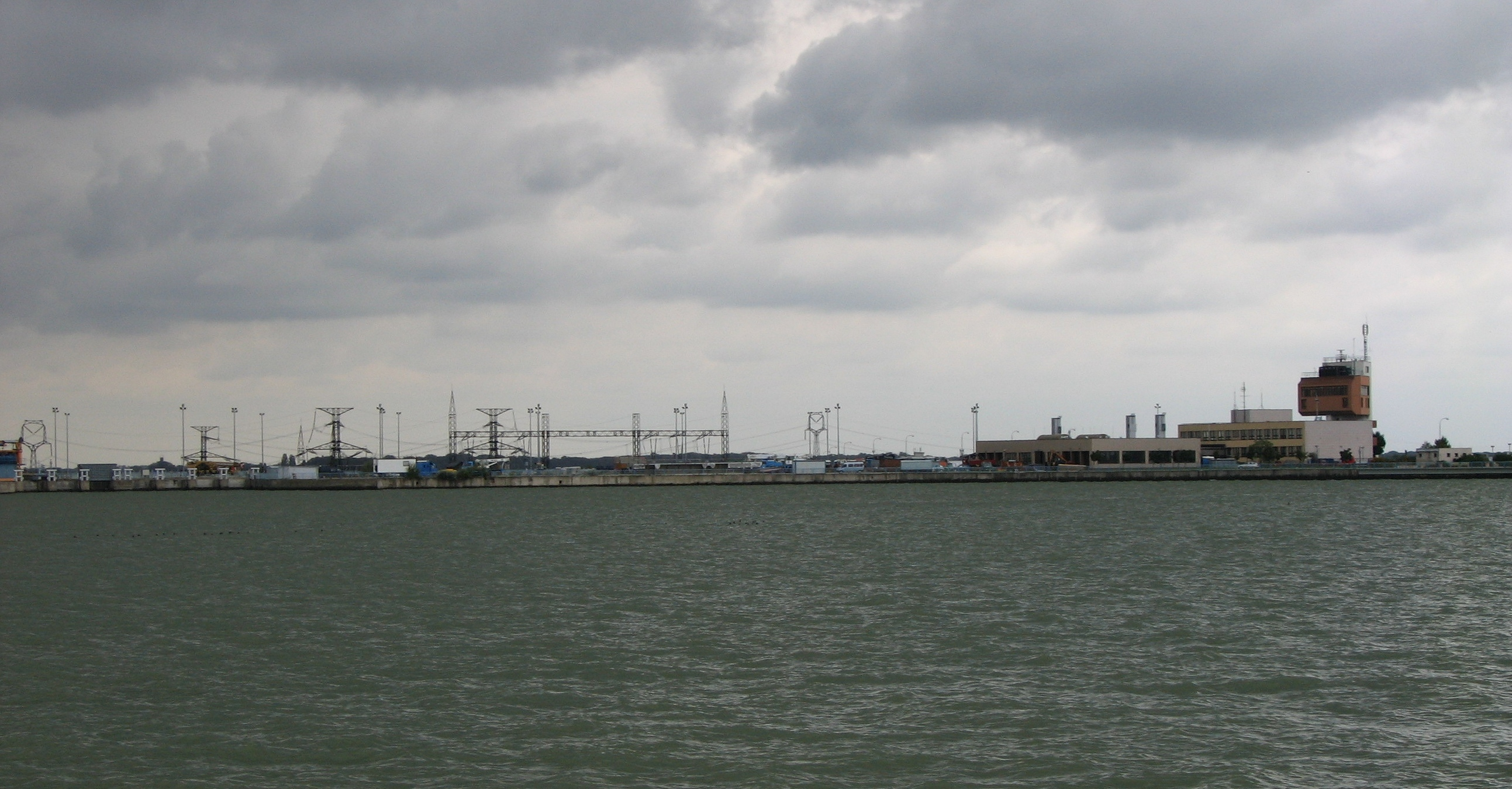
Zapora wodna Gabčíkovo

- Zapora wodna Gabčíkovo (Vodné dielo Gabčíkovo, Bős–nagymarosi vízlépcső) na Dunaju,
- pałac rodu Amade z XVIII wieku,
- kościół katolicki z XIV wieku,
- niewielkie kąpielisko termalne.